# Scythropochroa parapectinea
Scythropochroa parapectinea är en tvåvingeart som beskrevs av Werner Mohrig 1996. Scythropochroa parapectinea ingår i släktet Scythropochroa och familjen sorgmyggor. Inga underarter finns listade i Catalogue of Life.